# March for Our Lives

Logo March for Our Lives

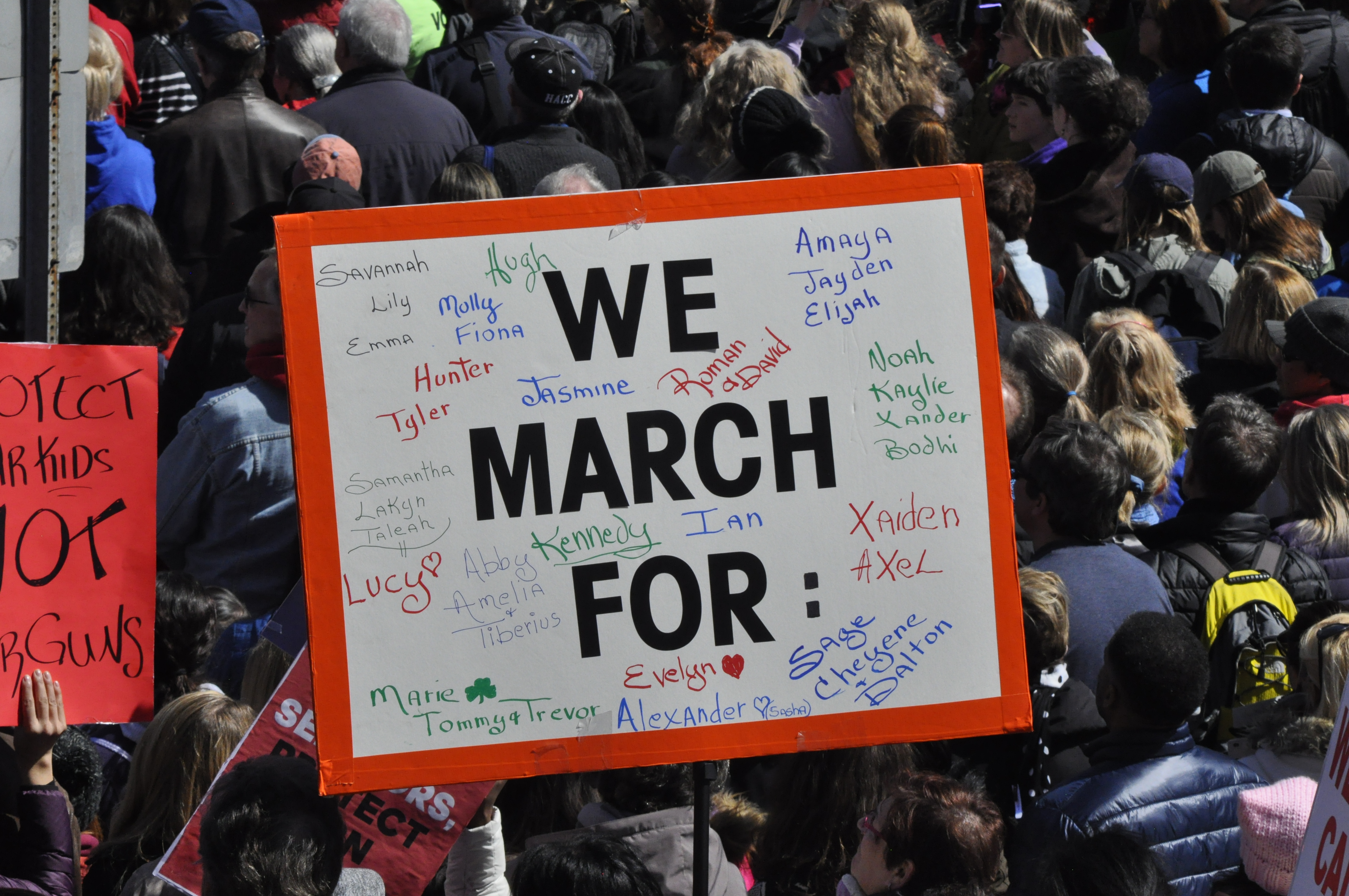
Protestplakat „Wir marschieren für:“ mit den Namen der Opfer von Parkland

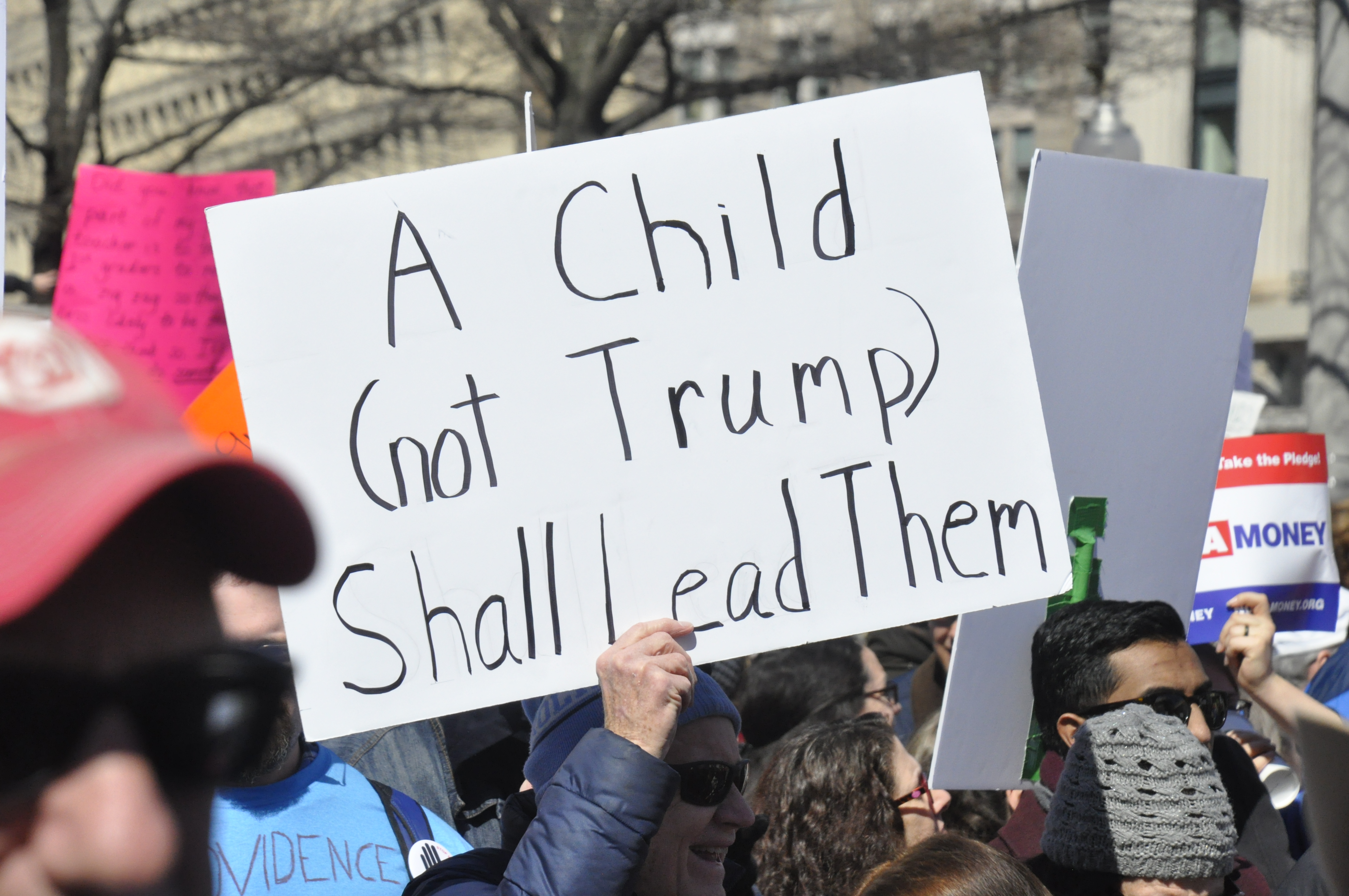
Ein Plakat auf dem MfoL in Washington, D.C.: „Ein Kind (nicht Trump) sollte sie anführen“

Die Organisation March for Our Lives (kurz: MfOL, deutsch wörtlich Marsch für unsere Leben im Sinne von Demonstration, damit wir unsere Leben retten) ist eine Protestbewegung, die in relativ kurzer Zeit aus lokalen Initiativen in den USA zur weltweiten Massenbewegung angewachsen ist, die sich für wirksame Maßnahmen zur Kontrolle von Schusswaffen in privaten Händen einsetzt. Sie widersetzt sich damit auch dem Einfluss der Waffenlobbys auf politische Entscheidungen.
Ausgelöst wurden die Proteste durch das Schulmassaker von Parkland in Florida am 14. Februar 2018, bei dem im Zuge eines Amoklaufs von einem ehemaligen Schüler innerhalb von ca. sechs Minuten 17 Menschen erschossen wurden. Gemeinsam mit Never Again MSD – der von Schülern der Marjory Stoneman Douglas Highschool als Reaktion auf das Massaker an ihrer Schule gegründeten Organisation – wurden die Demonstrationen von Überlebenden dieses Verbrechens und den Angehörigen von Getöteten organisiert und angeführt. Vorausgegangen war bereits vor 2018 eine Reihe vergleichbarer Gewaltverbrechen mit zahlreichen Todesopfern an verschiedenen Orten der USA.
Ihren vorläufigen Höhepunkt hatte die Protestbewegung am 24. März 2018: An diesem Tag fanden zeitgleich über 700 Kundgebungen in allen 50 Bundesstaaten der USA statt, davon mit geschätzt 800.000 Teilnehmenden die größte in Washington, D.C. Slogans waren: „Schützt Kinder, nicht Waffen!“, „Nie wieder!“ (Never again), „Veränderung!“ (Change!) oder „Genug ist genug!“ (Enough is enough). Weltweit waren in über 40 Ländern und über 840 Orten Kundgebungen von March for Our Lives angekündigt. Für diese Solidaritätskundgebungen sei die in den USA übliche Reaktion auf Schulmassaker in Form von „Thoughts and Prayers“ („Wir sind mit unseren Gedanken und Gebeten bei Ihnen“) nicht mehr ausreichend.
In den USA selbst demonstrierten am 24. März 2018 insgesamt mehrere Millionen Menschen für schärfere Waffengesetze im Land: Sie fordern z. B. ein völliges Verbot von Schusswaffen mit militärischem Erscheinungsbild (sogenannten „Sturmgewehren“) in den Händen von Zivilisten und eine Heraufsetzung des Alters bei Waffenkäufen auf 21 Jahre. Die Demonstrationen richten sich damit vor allem gegen die Interessen, den Einfluss und die Rolle der US-Waffen-Lobby, insbesondere gegen die National Rifle Association (NRA), eine der größten von rund 15 unterschiedlichen nordamerikanischen Organisationen, welche die waffenrechtlichen Interessen privater Waffenbesitzer vertreten.
An die Mikrofone auf den Bühnen in den USA traten neben unterstützenden und solidarischen Künstlern in allererster Linie Überlebende und Zeugen von Schulmassakern oder anderer Schusswaffengewaltakten (Gunviolence); Größen des amerikanischen Show- und Filmgeschäfts wie Oprah Winfrey, George Clooney und seine Gattin Amal sowie Steven Spielberg halfen bei der Finanzierung der Organisation.

## Weitere Aktionsformen der Protestbewegung
Wenige Tage zuvor am 13. März hatten Aktivisten zur Erinnerung an die seit Dezember 2012 in den USA erschossenen Schüler 7.000 Paar Schuhe auf dem Rasen vor dem Kapitol in Washington, D.C. platziert; am 14. März hatte in den USA die National School Walkout Rally stattgefunden, an der über eine Million Schüler und Lehrkräfte teilgenommen hatten.

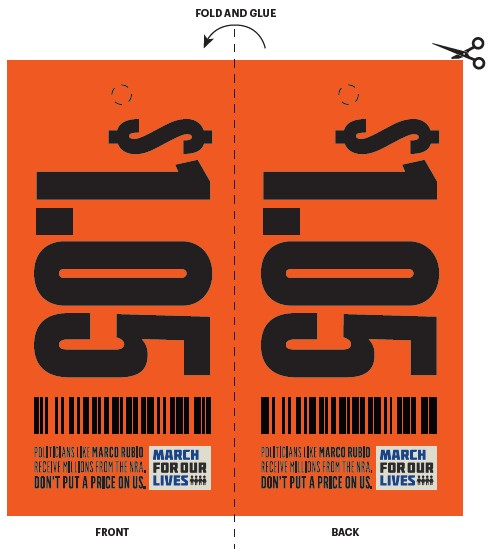
Vorlage zum Ausschneiden eines „Preisschilds“ über $ 1,05 zum Um- oder Anhängen

### „Don’t Put a Price on Our Lives“
Nachdem der republikanische US-Senator Marco Rubio über 3,3 Mio. Dollar von der NRA zur Unterstützung seines Wahlkampfs bekommen hatte, machte MfOL unter dem Motto „Don’t Put a Price on Our Lives“ („Setzen Sie keinen Preis auf unser Leben“) die Rechnung auf, dass ihm jeder Schüler seines Bundesstaats Florida 1,05 $ wert sei: „There are 3,140,167 students enrolled in Florida. Marco Rubio has received $ 3,303,355 from the NRA. That comes out to $ 1.05 per student“ („Es gibt 3.140.167 registrierte Schüler in Florida. Marco Rubio hat von der NRA $ 3.303.355 erhalten. Das macht 1,05 $ pro Schüler“). Verschiedene Redner der Hauptkundgebung in Washington, D.C. z. B. hatten dieses als Vorlage im Internet herunterladbare Preisschild an ihrem Arm befestigt. Anfang April kündigte Sarah Chadwick von Never Again MSD an, für entsprechende Kandidaten auch aller anderen US-Bundesstaaten entsprechende Vorlagen für Preisschilder bzw. Aufkleber zu veröffentlichen und anzubieten.

### Vote them out
Verbunden mit den Protesten ist eine Aktion mit dem Motto Vote them out („Wählt sie hinaus“) zur Registrierung für die US-„Midterm-Wahlen“ im November des Jahres (es wird hier u. a. davon ausgegangen, dass eine hohe Wahlbeteiligung der Opposition gegen Präsident Trump und die Republikaner zugutekommt). Während des Marschs in Washington registrierten sich um die 25.000 Menschen als Erstwähler; insgesamt gehen bei den Zwischenwahlen im Herbst 2018 in den USA ca. 90 Mio. junge Menschen zum ersten Mal zu den Urnen.

## Veranstaltungen

### Hauptveranstaltung Washington, D.C.

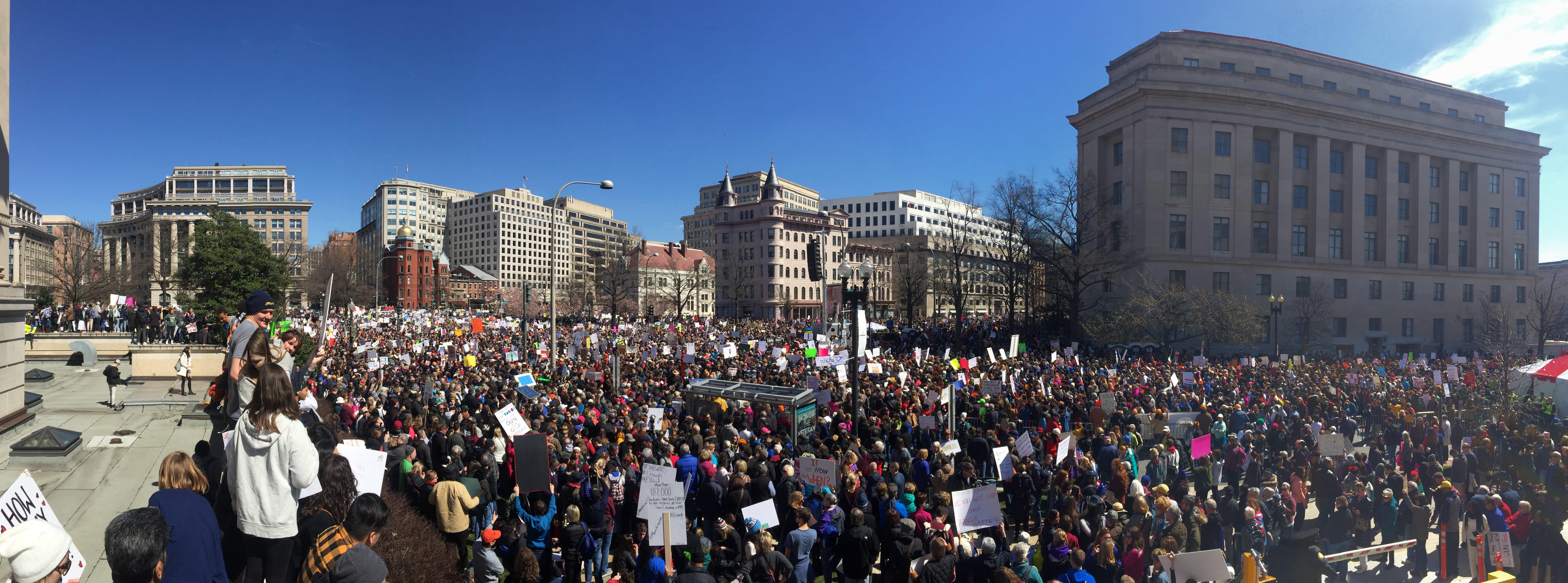
Washington, D.C.

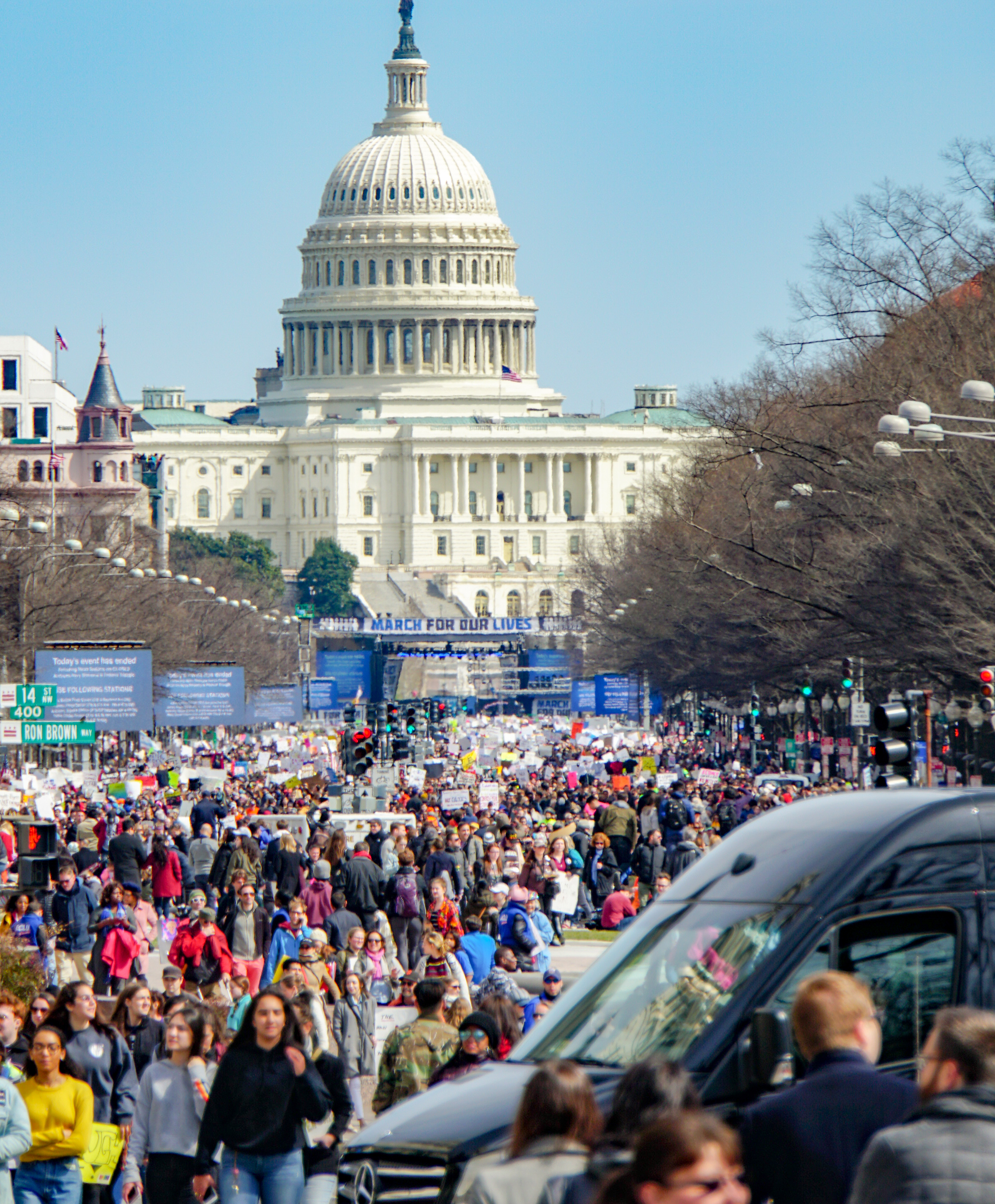
Blick auf die MfoL-Bühne vor dem Kapitol

An der Hauptveranstaltung am 24. März 2018 auf der Pennsylvania Avenue in Washington, D.C. nahmen laut Veranstaltern 800.000 Menschen teil.
Auf der Bühne traten neben US-Stars wie Miley Cyrus, Ariana Grande und Jennifer Hudson in erster Linie Überlebende des Massakers von Parkland wie David Hogg, Cameron Kasky, die 17-jährige Lauren Tilley sowie andere von Schusswaffengewalt Betroffene auf. Emma González, eine der Hauptakteurinnen der von Parkland ausgehenden Bewegung Never-Again MSD trat als letzte Rednerin auf die Bühne. Nachdem sie die Namen ihrer 17 erschossenen Mitschüler aufgerufen hatte, schwieg sie teils unter Tränen über fünf Minuten. Sie beendete dieses Schweigen mit der Erklärung für dessen Dauer: „Seit ich auf die Bühne kam, sind sechs Minuten und 20 Sekunden vergangen“. Nach ihrer eigenen Aussage sollten sich die Zuhörenden und Zuschauenden so die Dauer des Amoklaufs an ihrer Schule vorstellen. Anschließend schilderte sie, dass der Täter zunächst frei davonging, seine Waffe wegwarf und erst nach einer Stunde verhaftet wurde und endete mit dem Aufruf „Fight for your lives! Before it is someone elses job“ („Kämpft um eure Leben. Bevor es der Job anderer ist“).
Davor hatte hier unter anderen die neunjährige Yolanda Renee King zu den Protestierenden gesprochen, eine Enkelin des am 4. April 1968 in Memphis (Tennessee) erschossenen amerikanischen Bürgerrechtlers Martin Luther King: Sie sagte unter Bezug auf die berühmte, fast am selben Ort auf dem Marsch auf Washington für Arbeit und Freiheit am 28. August 1963 vor dem Lincoln Memorial gehaltenen Rede ihres Großvaters „I Have a Dream“, auch sie habe einen Traum, nämlich von einer Welt ohne Waffen. Die elfjährige Naomi Wadler erinnerte an die übersehenen und vergessenen afro-amerikanischen weiblichen Opfer von Schießattacken. Die siebzehnjährige Edna Chavez, eine Schwester des in Los Angeles erschossenen Ricardo Chavez, erhob das Wort stellvertretend auch im Namen der Bevölkerung der USA mit hispano-amerikanischen Wurzeln. Sie meinte, sie habe gelernt, sich vor Kugeln in Deckung zu bringen, bevor sie lesen gelernt habe („I learned how to duck from bullets before I learned how to read“). Die sechzehnjährige Mya Middleton stellte fest: „Guns have become the voice of America & the government is becoming more negligent“ („Schusswaffen sind zur Stimme Amerikas geworden und die Regierung wird immer fahrlässiger“). Die achtzehnjährige Samantha Fuentes trat mit ihren bei dem Massaker von Parkland erlittenen Schusswunden auf.

### Schwestermärsche
Am Marsch am 24. März 2018 im Ort des Massakers vom 14. Februar (Valentinstag) 2018 und damit am Ausgangspunkt der Proteste in Parkland (Florida) nahmen etwa 20.000 Menschen teil.
Auf dem Marsch in New York City waren u. a. Paul McCartney und seine Frau zu sehen. Einer der vier Beatles und einer seiner besten Freunde, John Lennon, war auch durch Waffengewalt ums Leben gekommen.
Solidarische Kundgebungen fanden auch in Deutschland statt, unter anderem in Berlin, Bonn, Frankfurt, Hamburg und München.

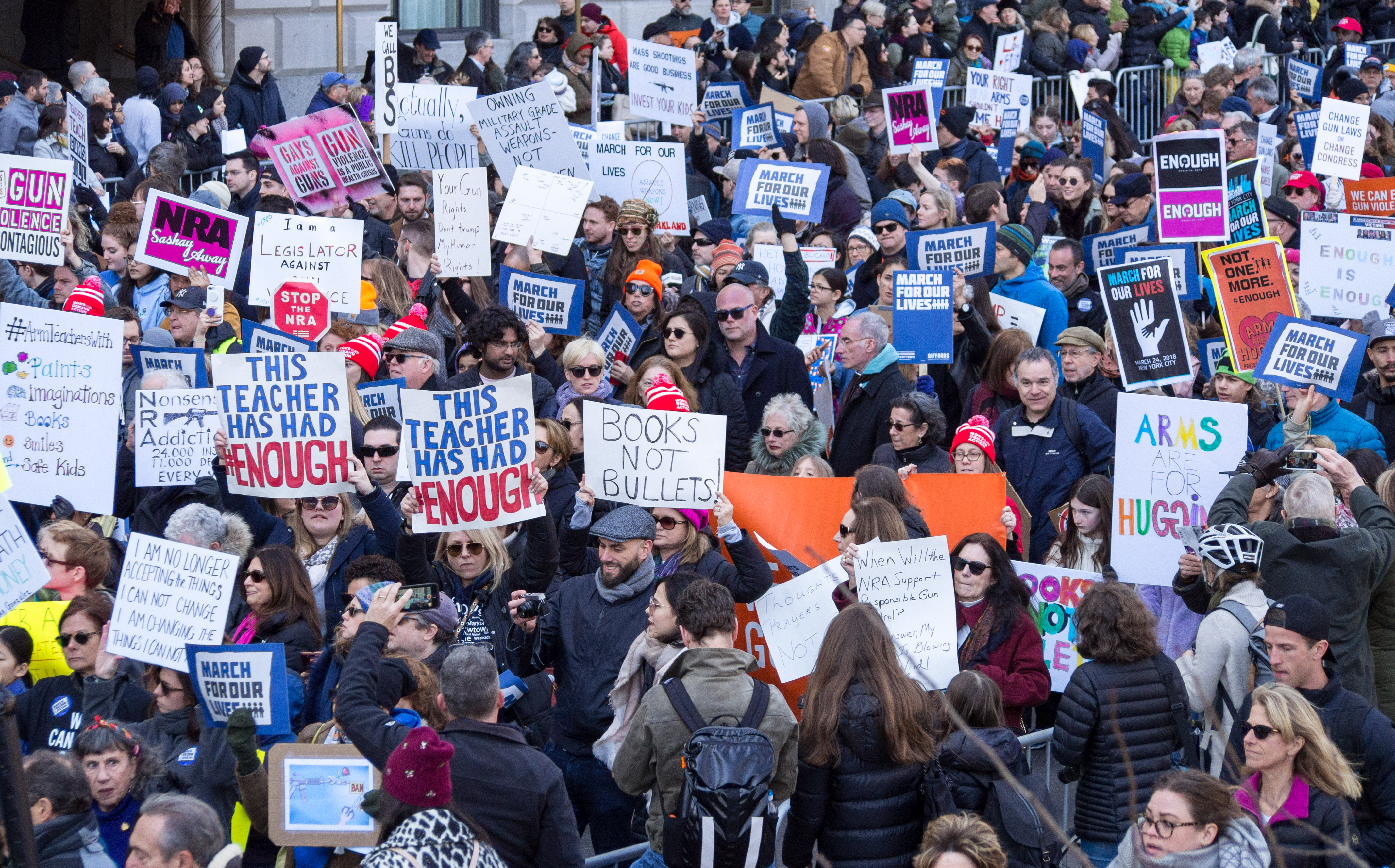
MfoL in New York City
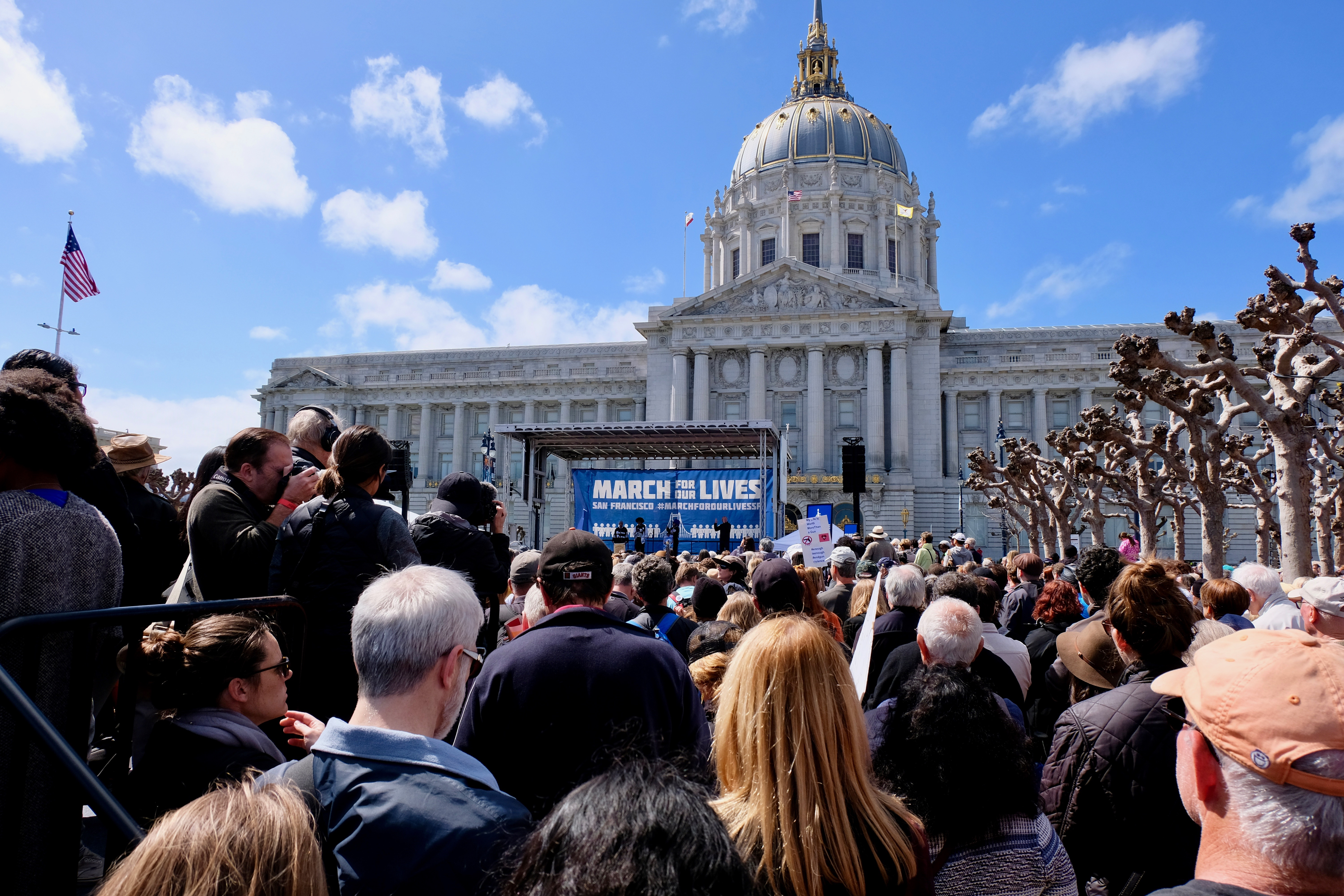
In San Francisco
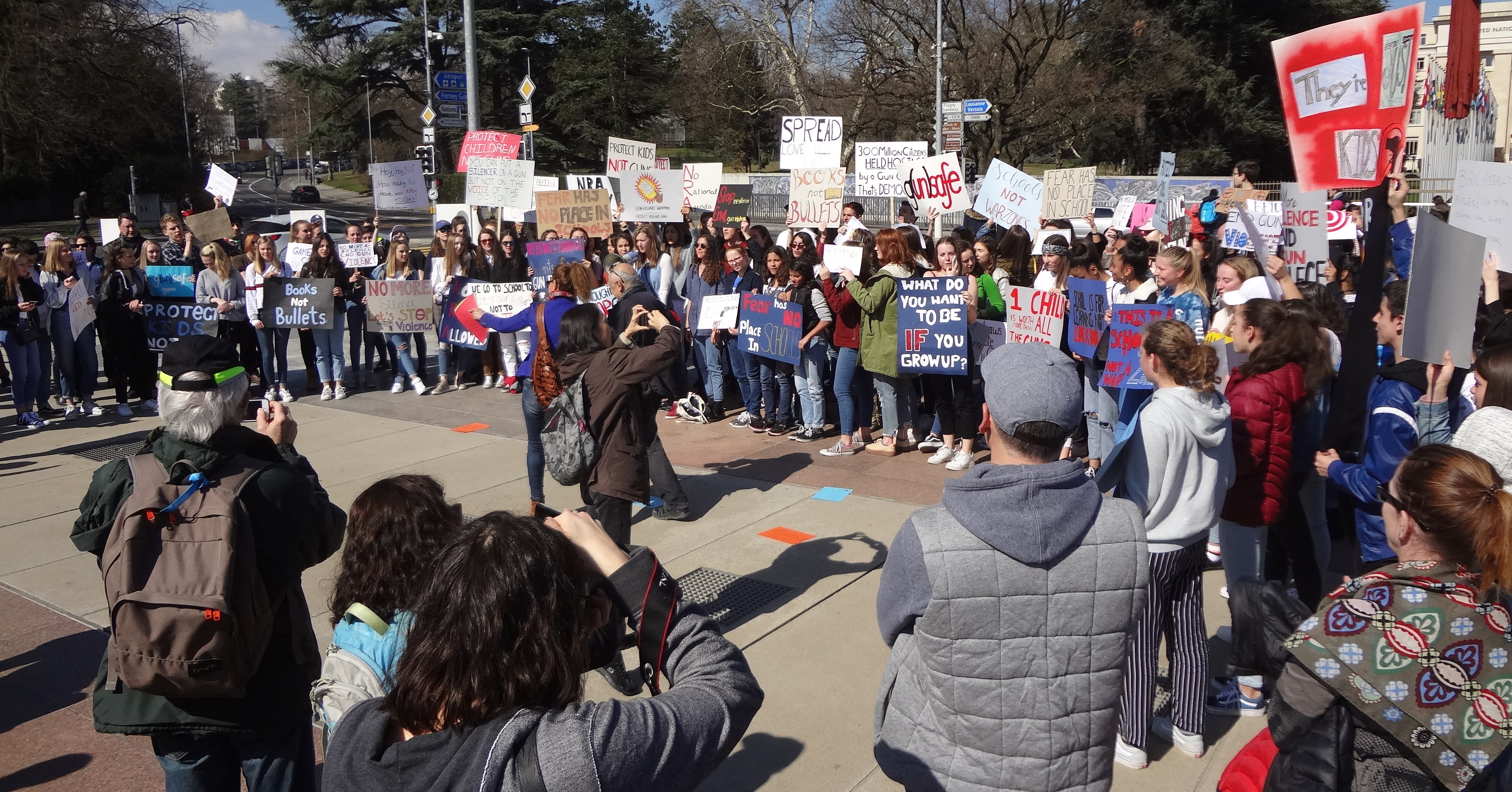
MfoL in Genf (CH)

## Unterstützung
Zur Unterstützung konnten z. B. ab dem 23. März 2018 auf Einladung der US-Ausgabe des Guardian Mitarbeiter der Schülerzeitung The Eagle Eye („Das Adlerauge“) der Marjory Stoneman Douglas Highschool als Gast-Editoren die Homepage des US-Guardian für 48 Stunden mitgestalten. Sie veröffentlichten z. B. eine Interview-Antwort von George Clooney, in der er äußerte, dass „sie ihn wieder stolz auf sein Land machten“. Der republikanische US-Senator Marco Rubio äußerte, „die Parkland-Überlebenden haben in fünf Wochen mehr bewegt, als es in den 15 Jahren zuvor der Fall war“.
Der ehemalige US-Präsident Barack Obama twitterte:

“Michelle and I are so inspired by all the young people who made today’s marches happen. Keep at it. You’re leading us forward. Nothing can stand in the way of millions of voices calling for change.”

„Michelle und ich sind so begeistert über all die jungen Leute, welche die heutigen Märsche möglich gemacht haben. Weiter so. Ihr führt uns voran. Nichts kann Millionen von Stimmen im Weg stehen, die nach Veränderung verlangen.“

Unter den Unterstützerinnen waren z. B. auch Lady Gaga mit ihrer Stiftung Born this way („So geboren“), Taylor Swift oder Kim Kardashian mit ihrem Gatten Kanye West.
Zahlreiche Unternehmen und Privatpersonen boten den Teilnehmenden kostenlose Transporte, Unterbringung und Verpflegung an.

## Hintergründe
Im April 2017, ein Vierteljahr nach seiner Amtseinführung hatte der neue US-Präsident Donald Trump im Hinblick auf die Amtszeit seines Vorgängers Barack Obama bei einem Auftritt vor der Führung der NRA in Atlanta geäußert, ein „achtjähriger Angriff“ auf die US-Waffenrechte sei vorbei. Trump vertritt eine weite Auslegung des Zweiten Zusatzes der US-Verfassung ein („Second amendment“), der US-Bürgern das Recht auf Waffenbesitz einräumt. Wie die Mehrheit der Republikaner lehnt er Verschärfungen des Waffenrechts ab, da sie nicht geeignet seien, Gewalttaten zu verhindern. Vielmehr macht er unzureichende Therapiemöglichkeiten und Präventionsmaßnahmen für Amokläufe verantwortlich. Ferner erklärte er, Gewalttäter würden sich für ihre Taten gezielt Einrichtungen aussuchen, in denen das Tragen von Waffen untersagt sei („gun free zones“), wo also niemand Amokläufer durch die Anwendung von Gegengewalt frühzeitig stoppen könne. Nach den Pariser Terroranschlägen vom November 2015 sorgte Trump für Aufsehen, als er den strengen Waffengesetzen in Frankreich eine Mitschuld an der hohen Opferzahl gab.
Seit dem Amoklauf an der Columbine High School im Jahr 1999 wurden in den USA mehr als 187.000 Kinder an mindestens 193 Schulen von einem aktiven Schützen bedroht. Laut Statistik sterben in den USA jährlich ca. 30.000 Menschen durch Waffen, über 20.000 suizidieren sich. Alkoholika dürfen nach dem Gesetz erst an Personen ab 21 Jahren verkauft werden, halbautomatische Waffen jedoch bereits an 18-Jährige.

## Reaktionen
Das Weiße Haus veröffentlichte am 24. März eine Erklärung, in der es hieß: „Wir applaudieren den vielen mutigen jungen Amerikanern, die heute ihr Verfassungsrecht nach Artikel 1 (Recht auf freie Meinungsäußerung) ausüben. Unsere Kinder zu schützen, ist eine Top-Priorität des Präsidenten“.
Die NRA entgegnete im Vorfeld auf Facebook „Kämpft für die Sicherheit unserer Kinder, indem ihr der NRA beitretet“ bzw. am selben Ort: „Die heutigen Proteste sind nicht spontan, Schusswaffen hassende Milliardäre und Hollywood-Eliten manipulieren und instrumentalisieren Kinder als Teil ihres Plans, den zweiten Verfassungszusatz zu ZERSTÖREN und uns unseres Rechts zu berauben, uns und unsere Lieben zu schützen.“

### Laura Ingraham
Laura Ingraham, populäre US-Talkmasterin der Fox-News-Sendung The Ingraham Angle machte sich am 28. März per Tweet über den Parkland-Überlebenden und führenden Never-Again-MSD-Aktivisten David Hogg lustig, dass vier unterschiedliche kalifornische Universitäten seine Bewerbungen abgelehnt hätten („David Hogg Rejected By Four Colleges To Which He Applied and whines about it“). David Hogg rief daraufhin in einer Antwort ebenfalls per Tweet zwölf Firmen zu einem Werbe-Boykott der Sendung auf. Laura Ingraham entschuldigte sich zunächst wiederum auf Twitter; 36 Stunden später waren zunächst bereits neun der zwölf angesprochenen Firmen dem Boykott-Aufruf gefolgt, zuerst die Fa. Nutrish, zuletzt (31. März) noch eine weitere, darunter die Internetportale TripAdvisor, Hulu und Wayfair, sowie Expedia, Johnson & Johnson und der Weltkonzern Nestlé.

### Papst Franziskus
Am Tag nach den Protestmärschen appellierte der katholische Papst Franziskus am 25. März bei seiner Botschaft zum Palmsonntag auf dem Petersplatz in Rom an die Jugend der Welt: „Liebe junge Leute, Ihr habt es in Euch, zu rufen[, auch wenn] wir älteren Menschen und Führer sehr oft korrupt schweigen“.

### Verbot von Bump Stocks
Am Tag vor den Märschen hatte US-Justizminister Jeff Sessions eine Gesetzesvorlage zum Verbot von „Bump Stocks“ vorgelegt, diese sind Vorrichtungen, die halbautomatische Waffen zu einer quasi-vollautomatischen Schussfolge wie bei Maschinengewehren befähigen. Danach müssten amerikanische Waffenbesitzer diese Teile entweder zerstören oder bei staatlichen Stellen abgeben. US-Präsident Donald Trump hatte auf dem Flug zu seiner Ferien- und Wochenendresidenz Mar-a-Lago am 23. März zusätzlich getwittert, dass es in den USA ein solches Gesetz geben werde. Unter anderem mit „Bump Fire“ wurden beim Massenmord in Las Vegas am 1. Oktober 2017 58 Menschen getötet und 851 weitere verletzt.

## Auszeichnung
- 2018 erhielten die Initiatoren von March for Our Lives den Internationalen Kinder-Friedenspreis[51]